# Yuichi Kubo
Yuichi Kubo (født 26. september 1988) er en japansk fodboldspiller, som spiller for den japanske fodboldklub SC Sagamihara.